# Xing (État)
Pour les articles homonymes, voir Xing.
XIe siècle av. J.-C. – 632 av. J.-C.
L'État de Xíng (Xingguo) était un État vassal de la Chine ancienne pendant la dynastie Zhou (1046-221 av. J.-C.) et la période des Printemps et Automnes (770-475 av. J.-C.), dirigé par les descendants de la famille Jī (姬). Son emplacement d'origine se trouvait dans la plaine à l'est du plateau du Shanxi et au nord de la plupart des autres États.

## Histoire
Entre 1046 et 1043 av. J.-C., le roi Wu de Zhou a accordé des terres autour de la ville moderne de Xingtai à Pengshu de Xing (邢朋叔), qui était le quatrième fils du duc de Zhou. En 662 av. J.-C., le duc Huan de Qi a forcé les habitants de Xing au sud-est dans la province du Hebei à un endroit connu sous le nom de Yiyi (夷仪) (ville moderne de Liaocheng, Shandong, à environ 90 miles à l'est au sud-est de Xingtai). En 635 av. J.-C., sous le règne du duc Yuan de Xing, l'État de Xing fut anéanti par l'État de WeI.